# Timothy Dolan
Timothy Michael Dolan, född den 6 februari 1950 i Saint Louis i Missouri, är en amerikansk romersk-katolsk kardinal.
Dolan prästvigdes 1976. Han har studerat filosofi och teologi och har doktorsgrad i amerikansk kyrkohistoria från Catholic University of America.
År 2001 blev han hjälpbiskop i Saint Louis och titulärbiskop av Natchez och året efter blev han ärkebiskop av Milwaukee. Dolan blev 2009 utnämnd till ärkebiskop av New York. År 2012 upphöjdes Dolan till kardinal av påve Benedikt XVI.